# 在庫管理
在庫管理（ざいこかんり）には、狭義と広義がある。
- 狭義の"在庫管理"とは、保管・管理される在庫物に対して、品質の低下・機能の低下とこれらによる価値(価格)の低下を最小限の費用で防止し、要求される搬入・搬出時の量と時間を十分満足できる状態に保つことである。

- これに対し広義の"在庫管理"とは、狭義の"在庫管理"に加え、常に変動する需要(出庫数量)を満足するように入庫数量を確保することが加わったものである。製造業においては、生産管理との垣根は限りなく低くなっている。

在庫を抱えることはコスト要因になるため、在庫管理ではできるだけ在庫を少なく抑えることが目標になる。しかしながら、在庫が不足するとサービスレベルが下がる可能性があるため、在庫を持つことに伴う在庫コストと、サービスレベルをうまくバランスさせる必要がある。
RFIDタグを使った在庫管理方法の導入も進んでいる。

## 背景
以前は"計画生産"という言葉で代表されるように、需要の伸びを見越した右肩上がりの計画が基となり、搬入(生産)された物をどのように出庫(販売)するかという点に力が入れられ、狭義の"在庫管理"が求められた。
しかし、需要がより多様化を求めるようになると、このような"計画生産"は用をなさなくなり、後には在庫が山と積まれる事態が生じた。トヨタ自動車のカンバンで代表される、"引取り方式"がこの問題の解決方法として浮上した1970年代後半、各企業はこぞってこれを導入した。これ以降、在庫管理とは広義の"在庫管理"を指すようになった。

## 在庫
在庫には原材料、仕掛品、製品、輸送段階にある在庫、予備在庫等の区別がある。

## 在庫管理業務
- 受け入れ・検収　仕入れ先よりの原材料
- (受入検査　品質管理)
- 返品処理
- 棚上げ
- 出庫　製造への原材料の支給　基本的には先入れ先出し
- 返庫　製造からの余剰材料の返品
- 不移動・期限切れ在庫の処理
- 棚卸　実在庫数の確認　(定期棚卸または循環棚卸)
- 製品入庫・保管
- 製品発送

### 在庫の過不足
在庫に過不足があると、例えば以下のような問題が発生する。
- 需要に対して製品在庫が不足すると、販売機会を喪失する。いわゆる「欠品」の状態。
- 原材料や部品の在庫が足りない場合には、製造が停止し結果として販売機会を喪失する。
- 製品在庫が多すぎると、販売しきれずに売れ残りが生じる。売れ残った製品は倉庫のスペースを圧迫し、流通や他製品の保管などに齟齬をきたす。売れ残りを避けるために乱売を行った場合には価格下落を引き起こす。
- 原材料や部品の在庫が多すぎると使い切れずに無駄に廃棄することになる。また部品価格が徐々に低下している場合、平均して高い調達コストをかけることになる。
- 原材料在庫、仕掛在庫、製品在庫は会社の資金で購入しているため、販売されて資金が回収できるまでの間、会社の資金繰りを悪化させることになる。そのため、在庫を減らすことは資金繰りにとって重要なことになる。

### 管理の方法
在庫管理とは、簡単に言えば、製品の需要予測に応じて生産量及び製品在庫を決定し、それに応じて原材料・部品の調達量及び原材料・部品在庫量を決めるものである。しかしながら最初の需要自体が予測値でしかないなど様々な困難がある。

#### 定量発注方式
発注点を下回ると定量を発注する方式。
発注点方式と呼ばれることもある。

#### 定期発注方式
発注量はその都度違うが、安全在庫数に達するまでの数量を定期的に発注する方式。

## 在庫評価
- 在庫金額　在庫(原材料・仕掛り・製品)ｘ評価金額
- 理論在庫(計画された)　安全在庫+工程間在庫(原材料+仕掛り)+製品在庫
- 在庫回転指数 (Inventory Turn Over)
- 過剰在庫　実在庫-理論在庫　または　実在庫―総需要(予定を含む)
- 在庫日数　在庫/需要
- 不移動・滞留在庫　需要の無くなった在庫
- 在庫収支　実在庫―システム上の在庫値